# Jacques Fitamant (éditeur)
Pour les articles homonymes, voir Jacques Fitamant.
Cet article concerne l'éditeur de presse. Pour le militaire et résistant, voir Jacques Fitamant (militaire).
Jacques Fitamant est un éditeur de presse français. Il est gérant des Éditions Fitamant, dont le siège est à Quimper, et directeur de publication des périodiques publiés par cette dernière société.

## Biographie
Né en 1961, Jacques Fitamant est ingénieur agricole (ESA Angers, Illinois State university puis ESSEC) avant de devenir éditeur de presse professionnelle en 1995 en tant que fondateur-gérant des Éditions Fitamant , directeur des publications (BioFil, Cultures Marines, Entrepreneurs des Territoires, Produits de la Mer, Recyclage Récupération, Revue de l’Alimentation Animale, Vitisbio, RIA revue des industries agro-alimentaires, Électroniques, etc). Depuis 2020, il était trésorier adjoint du Syndicat de la Presse Professionnelle (SPPRO) avant d'en devenir le Président en 2023. Il est en outre membre de son conseil d’administration de l’Association Progrès du Management (APM) et il s’est impliqué dans le réseau « Produit en Bretagne ». (source : La Correspondance de la Presse du 27 juin 2023) 

## Les revues dont il est Directeur de publication
- La Revue de l’alimentation animale : Le mensuel des industries de la nutrition animale depuis 1950
- RIA : La revue de l’industrie agroalimentaire depuis 1953
- Produits de la Mer : Acheter – Transformer – Vendre
- Cultures Marines : Le magazine des conchyliculteurs
- Le Journal du Vrac : Stockage, manutention & process des produits en vrac
- Le journal des Fluides : Équipements industriels des matières premières liquides, pâteuses et visqueuses
- Électroniques : La revue de toutes les électroniques depuis 1934
- Mesures : Le magazine de l’optimisation des process industriels depuis 1936
- A Vivre : Oser l’architecture
- Exé : Architecture Détail Technique
- Référence Carrelage : Le magazine des professionnels de la filière carrelage
- Recyclage Récupération : La revue des professionnels du recyclage et du traitement des déchets depuis 1909
- Tôlerie : Le magazine de l’industrie de la tôle, du tube et du profilé
- Biofil : La revue de l’agriculture bio
- Vitisbio : La revue des vignerons bio
- Entrepreneurs des territoires : Le magazine des entreprises de travaux agricoles, forestiers et ruraux
- La Tribune des métiers : Boulangers / Pâtissiers / Chocolatiers confiseurs / Glaciers

## Son mandat de Président du SPPRO
Jacques Fitamant, fondateur-gérant des Éditions Fitamant a été élu Président du Syndicat de la Presse Professionnelle (SPPRO) le 23 juin 2023. Il succède à Jean-Christophe Raveau, Président Directeur Général de Pyc Média, nommé ce même 23 juin 2023, Président de la Fédération Nationale de la Presse d’information Spécialisée (FNPS).
Dans la continuité des actions entreprises par Jean-Christophe Raveau, Jacques Fitamant souhaite que le SPPRO soit un lieu privilégié d’échanges et de réflexion sur l’avenir des métiers de la presse professionnelle, ainsi que de partage de bonnes pratiques pour ses adhérents. À ce titre, plusieurs événements sont à venir :
- La publication d’un manifeste sur les convictions et tendances des éditeurs BtoB
- La tenue de la Matinée des médias professionnels dans le cadre du salon Presse au Futur
- La 24e édition des Victoires des Médias d’information professionnelle (ex-Palmarès des Médias Professionnels) : www.lesvictoiresdesmedias.fr

Le Syndicat de la Presse Professionnelle (SPPRO) rassemble plus de 80 éditeurs et 300 publications print et web. Il est un des 7 Syndicats de la Fédération Nationale de la Presse d’information Spécialisée (FNPS), présidée par Jean-Christophe Raveau. (source : La Correspondance de la Presse du 27 juin 2023)